# 曹承宗
曹 承宗（そう しょうそう、1900年 – 1945年）は中華民国・満洲国の官僚。

## 事績
日本へ留学し、慶應義塾大学理財科と鉄道省立鉄道行政専科を卒業した。帰国後は奉海鉄路車務処運転科長、奉天交渉署第二科長、東北憲兵司令部秘書、遼寧省政府諮議を歴任した。
満洲国建国に際しては奉天省政府諮議となり、1934年（康徳元年）に同省実業庁長となる。1940年（康徳7年）1月に地籍整理局長となり、翌月、地政総局長に改任された。1942年（康徳9年）9月28日、安東省長に起用され、満洲国崩壊までこの地位にあった。
1945年8月に満洲国崩壊した後は、国務総理大臣だった張景恵の呼びかけに応じ、「安東省地区治安維持会」を創設して蔣介石国民政府（中国国民党）との連携を図った。しかし、同年11月に中国共産党が旧・安東省に進駐して安東省自治政府を創設すると、治安維持会は解散され、曹承宗は元・安東省次長の渡辺蘭次と共に逮捕されてしまう。
同年12月、曹承宗は人民裁判にかけられ、漢奸と国民党への加担とを罪状にして銃殺刑に処された。曹、享年46。渡辺蘭次も同様に、国民党への加担を問われ銃殺刑となった。

## 注
1. 1 2 3 4  尾崎監修(1940)、23頁。
2. 1 2 3  帝国秘密探偵社編(1943)、「満洲」160頁
3. 1 2  満蒙資料協会編(1940)、1251頁。
4. 1 2 3  藤原(1984)、136-139頁。
5. ↑  満洲国史編纂委員会編(1956)、155頁。
6. ↑  藤原(1984)、81-82, 90頁。